# Chata Prášily
Chata Prášily – schronisko turystyczne, położone we wsi Prášily u podnóża Szumawy. Obiekt znajduje się na wysokości 875 m n.p.m., a jego właścicielem jest Klub Czeskich Turystów.

## Historia
Początki schroniska sięgają dwudziestolecia międzywojennego, kiedy to w 1927 roku Klub Czechosłowackich Turystów (KČST) zakupił od rodziny Schwarzenbergów nieczynny browar. W budynku urządzono schronisko, otwarte rok później. Obiekt mógł pomieścić 40 osób w 16 pokojach.
Podczas II wojny światowej budynek zajęły wojska niemieckie, a po jej zakończeniu znajdował się w opłakanym stanie. KČST sprzedał obiekt, który wkrótce spłonął (do dziś pozostały ruiny piwnic). W 1948 roku teren ten przejęło wojsko jako poligon, wysiedlając ludność i niszcząc wiele zabudowań.
Po aksamitnej rewolucji tereny Szumawy znów udostępniono turystom. Klub Czeskich Turystów postanowił reaktywować schronisko w Prášily, nabywając na ten cel parterowy budynek po posterunku Milicji Ludowej. W latach 1995–1997 przeprowadzono remont obiektu, który następnie udostępniono turystom. Schronisko miało wówczas 20 pokoi, wspólne węzły sanitarne i dwie turystyczne kuchnie; urządzono także narciarnię. Kolejne zmiany nastąpiły po 2018 roku, kiedy to kierownictwo obiektu przejął Karel Batelka. Urządzono wówczas bar, taras oraz miejsca do grillowania.

## Warunki pobytu
Obiekt oferuje 84 miejsca noclegowe w pokojach 3, 4, 5 i 6 osobowych (jeden przystosowany do potrzeb osób z niepełnosprawnościami). W schronisku znajduje się również wspólna kuchnia, świetlica, narciarnia. Istnieje możliwość zamówienia wyżywienia. Obok budynku urządzono taras i ogród.

## Szlaki turystyczne
Wieś Prášily stanowi węzeł następujących pieszych szlaków turystycznych:
- Poledník (1315 m n.p.m.) - Jezioro Prášil (1080 m n.p.m.) - Prášily - Jezioro Laka - Debrník
- Vysoké lavký (węzeł szlaków) - Formberg - Prášily - Stodúlky (węzeł szlaków) - dolina Otavy
- Gsenget (granica AUT/CZE) - Prášily - Zelenohorské Chalupy (węzeł szlaków) - Srní